# Il mio dawg
Il mio dawg è un singolo del rapper italiano Vegas Jones, pubblicato il 16 giugno 2023 come secondo estratto dal terzo mixtape Jones.

## Descrizione
Il singolo vanta la partecipazione del cantautore italiano Giorgio Vanni, non accreditato nel brano. È presente il campionamento della sigla italiana di Dragon Ball.

## Video musicale
Il video è stato reso disponibile il 23 giugno 2023 sul canale YouTube del rapper.